# Essaouira
Essaouira (tiếng Ả Rập: الصويرة; Berber: Taṣṣort hoặc Amegdul; Bồ Đào Nha: Mogador) là một thành phố ở vùng Meṛṛakec-Asfi, phía tây Maroc, trên bờ biển Đại Tây Dương.

## Lịch sử
Nghiên cứu khảo cổ cho thấy Essaouira đã có người sinh sống từ thời tiền sử. Vịnh tại Essaouira được che chắn một phần bởi đảo Mogador, giúp nó trở thành một bến cảng yên bình được bảo vệ trước những cơn gió biển mạnh.
Essaouira từ lâu đã được coi là một trong những nơi neo đậu tàu thuyền tốt nhất bên bờ biển Maroc. Nhà hàng hải người Carthage Hanno đến thăm khu vực này vào thế kỷ thứ 5 trước Công nguyên và thành lập trụ sở giao dịch của Arambys.
Vào khoảng cuối thế kỷ thứ 1 trước Công nguyên hoặc đầu thế kỷ thứ 1, vua Berber Juba II đã xây dựng một xưởng nhuôm màu tím Tyrian.